# Шодон Ханиф
Шо́дон Хани́ф (тадж. Шодон Ҳаниф), настоящее имя Шо́ди Хани́фов (тадж. Шодӣ Ҳанифов) — советский и таджикский писатель, драматург, переводчик и журналист. Являлся членом союза писателей Таджикской ССР (позднее Таджикистана) с 1975 года. Лауреат премии Союза журналистов Таджикской ССР имени Лохути (1987). Народный писатель Таджикистана (2004). Награждён орденом «Шараф», орденом «Нишони Фахри», медалью Союза журналистов России, почётными грамотами Верховного советов Таджикской ССР и Узбекской ССР. 

## Биография
Родился 10 марта 1934 года в горном кишлаке Агалык (тадж. Оҳалик), в нескольких километрах к юго-западу от Самарканда, в таджикской семье. В 1959 году окончил отделение перевода и факультет истории и филологии Таджикского государственного университета имени Ленина (ныне Таджикский национальный университет).
После окончания учёбы два года работал литературным обозревателем в газете «Тоджикистони Совети» (Советский Таджикистан). Далее работал редактором в издательстве «Ирфон». Позднее стал руководителем одного из отделений этого издательства.
В 1970 году вышел на свет его первый сборник рассказов «Майна». В 1991 году второй по счёту сборник рассказов «Алмос». Также опубликовал сборник очерков «Дидор» (1974) и «Кух ба кух мерасад» (1976). Написал ряд повестей и романов: «Охугузар» (1975), «Бедори» (1980), «Джон ба гарав» (1982), «Шикояти офат» (1986), «Хунбахо» (1990), «Дил ба ёдгор» (1991), «Укоби захмин» (1993), «Дар суроги модар» (2001), «Дар панохи Хиндукуш» (2004). Также написал драмы «Домоди шахри» (1976) и «Обфуруш» (1984).
В 1967-1971 годах работал главным редактором одного из отделов Минкультуры Таджикской ССР. Последующие десять лет работал главным редактором ежемесячника «Садои Шарк». В 1980-1985 годах являлся переводчиком и консультантом в Демократической Республике Афганистан во время Афганской войны.
В 1986-1991 годах являлся директором таджикского отделения литературного фонда СССР.
Скончался 5 мая 2007 года в Душанбе в 73-летнем возрасте. Похоронен на кладбище «Лучоб». 